# 여수중앙초등학교
여수중앙초등학교는 대한민국 전라남도 여수시 종화동에 있는 공립 초등학교이다.

## 학교 연혁
- 1942년 4월 16일 여수구봉공립국민학교 개교
- 1946년 9월 1일 여수종산공립국민학교로 개명
- 1951년 9월 10일 여수중앙국민학교로 개칭
- 1984년 6월 21일 병설유치원 개원
- 1996년 3월 1일 여수중앙초등학교로 개칭
- 1996년 11월 1일 여수교육청 발명교실 개관
- 2009년 9월 10일 다목적 강당(중앙관) 개관
- 2014년 3월 13일 본관동 신축
- 2018년 3월 1일 제35대 이수경 교장 부임
- 2020년 2월 13일 제74회 졸업(졸업생27총수 18,799명)
- 2020년 3월 1일 11학급 편성(특수학급 1)

## 참고 자료
- 여수중앙초등학교 - 한국교육학술정보원 학교알리미